# Мойра Абернеті
Мойра Абернеті (англ. Moira Abernethy, 29 травня 1939) — південноафриканська плавчиня.
Бронзова медалістка Олімпійських Ігор 1956 року.